# Natalie Koskinen

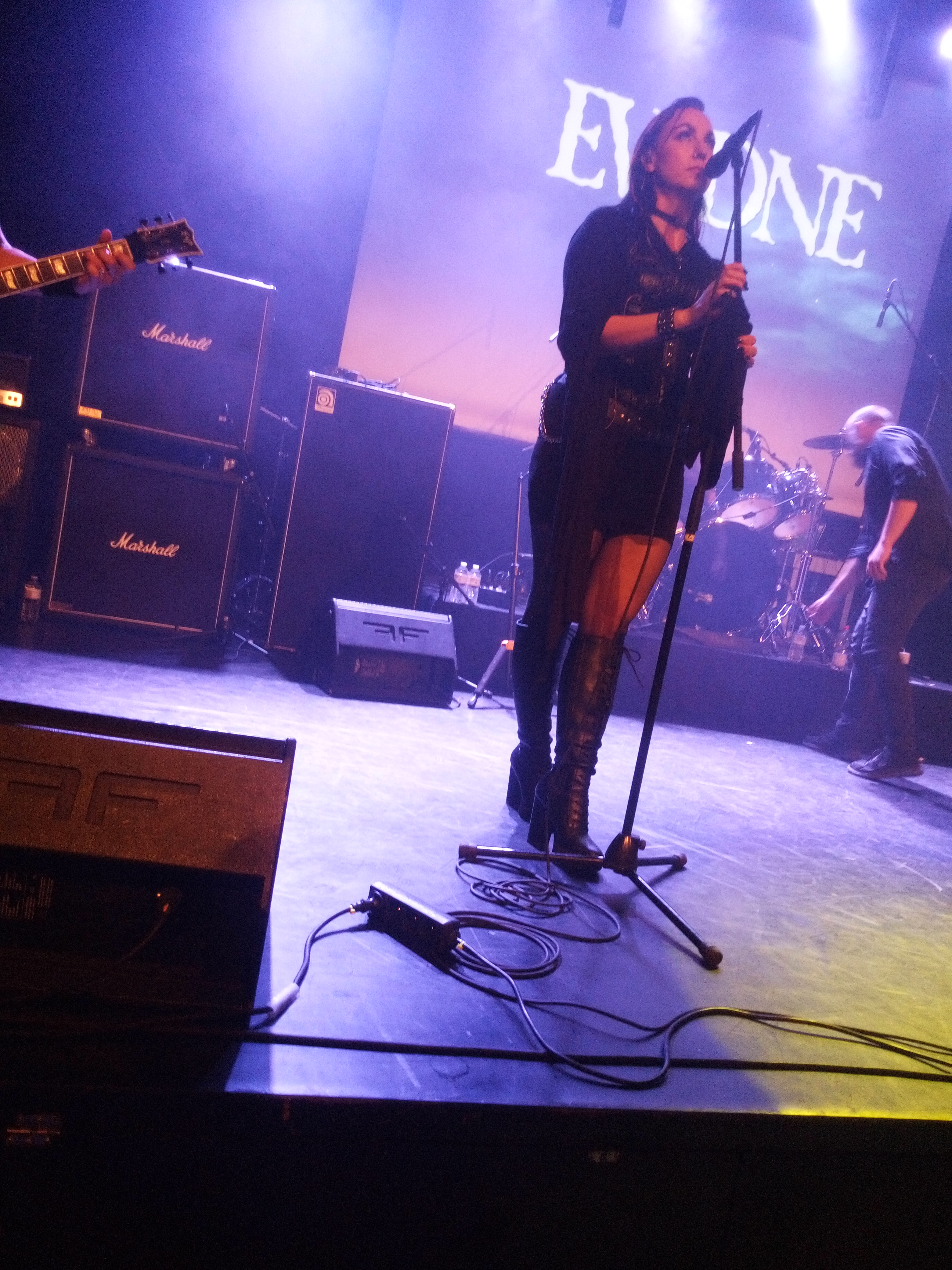
Natalie Koskinen mit Evadne beim From Dusk Till Doom X 2023

Natalie Koskinen (als Nathalie Safrosskin geboren in St. Petersburg, Russland) ist eine finnische Sängerin.

## Privatleben
Koskinen wurde als Nathalie Safrosskin in St. Petersburg geboren. Als Geburtsdatum wird der 21. Mai angegeben, Jahresdaten werden in öffentlichen Quellen nicht genannt. Die Sängerin lebt in Helsinki. Über ihr frühes Leben sind nur wenige, teils widersprüchliche Informationen öffentlich. Eigenen Angaben folgend schloss sie 1993 ein Studium an der Musikakademie in Pensa mit einem Diplom in Gesang, Klavier, Geschichte und Musiktheorie ab. Andererseits gab sie an, Shape of Despair Ende der 1990er Jahre im Alter von circa 16 Jahren beigetreten zu sein. Bereits in früher Kindheit habe sie sich für Musik und Gesang begeistert. In den frühen 2000er Jahren heiratete sie den Sänger Pasi Koskinen und nahm dessen Nachnamen an. Das Paar trennte sich später, Koskinen behielt den Nachnamen jedoch bei.

## Werdegang
Mit ihrem Beitritt zu der damals als Raven agierenden finnischen Gruppe Shape of Despair begann ihre Karriere als bekannte Metal-Sängerin. In den folgenden Jahren blieb Koskinen ein konstantes Bandmitglied der ansonsten diversen personellen Wechseln unterzogenen Gruppe Shape of Despair und beteiligte sich an der Gründung weiterer Bands und als Gastsängerin an den Aufnahmen und Auftritten unterschiedlicher Interpreten. So war sie an der Gründung der Gruppen Collapse of Light und The Abbey beteiligt, sowie Mitglied der Bands Depressed Mode, Jonne und Paara. In ihrer Rolle als Sängerin der Band nutzt sie das Pseudonym „Hahtezan“.
Neben ihrer Tätigkeit als Sängerin wirkte Koskinen als Make-up-Artist an Kurzfilmproduktionen mit. Ihr Engagement für The Abbey entstand durch den ehemaligen Sentenced-Schlagzeuger Vesa Ranta, den Koskinen als Filmemacher bei einem Videodreh kennengelernt hatte.

## Stil
Koskinens ätherischer Gesangsstil für Atmospheric- und Funeral-Doom-Bands wird vornehmlich als „ein zusätzliches Instrument“ der Klanggestaltung wahrgenommen. Der Klang ihrer hellen, „gläsern-zerbrechlich“ bis „kühl und distanziert“ wirkenden Gesangsstimme könne, „trotz Formung von Worten als Lautmalerei wahrgenommen werden“. In den meisten dieser Gruppen tritt Koskinens Gesang als Teil eines The-Beauty-and-the-Beast-Gesangsduos im Kontrast zum Growling eines Sänger in Erscheinung.
Zu den Aufnahmen der Gruppe The Abbey singt sie indes mit einer als kraftvoll und hypnotisch wahrgenommenen Stimme. Der Musikstil der Band unterscheide sich deutlich von den Projekten an welchen Koskinen bis dahin beteiligt war, wodurch die Gesangsarrangements variieren. Diesen Unterschied benannte sie als einen wesentlichen Grund für ihr Engagement in der Band. Die Herausforderung sei „lohnend und erfüllend“ für sie gewesen.

## Diskografie (Auswahl)
| Mit The Abbey Mit Collapse of Light Mit Shape of Despair | Mit Depressed Mode - 2007: Ghosts of Devotion (Album, Firedoom Music) - 2009: ..for Death.. (Album, Firedoom Music) Mit Jonne - 2014: Jonne (Album, Playground Music Finland) - 2017: Kallohonka (Album, Playground Music Finland) Mit Monachopsis Art - 2023: An Empty Existence (Album, Selbstverlag) Mit Paara - 2018: Riitti (Album, ViciSolum Productions) | Als Gastsängerin - 2011: Before the Rain: Frail - 2014: Evadne: Dethroned of Light (Awaiting) - 2016: Clouds: Departe (In the Ocean of My Tears) - 2018: Woebegone Obscured: The Forestroamer (The Forestroamer) - 2020: Déhà: A fleur de peau - III - A Fire that does not burn (The Tree and the Death) - 2020: Kaunis Kuolematon: Syttyköön toinen aurinko (Kuolevan surun alla) - 2022: The Mist from the Mountains: Monumental - The Temple of Twilight |